# Parkway (California)
Parkway è un census-designated place (CDP) degli Stati Uniti d'America, situato in California, nella contea di Sacramento. Prima de censimento dell 2010, Parkway formava, con Fruitridge Pocket e Lemon Hill, il CDP di Parkway-South Sacramento, California.